# François Séverin Marceau-Desgraviers
François-Séverin Desgraviers-Marceau (Chartres, 1 de marzo de 1769-Altenkirchen, Renania-Palatinado; 21 de septiembre de 1796) fue un general de la Revolución francesa.
Hijo de un magistrado judicial de Chartres ("procureur au bailliage"), se le había destinado a la judicatura; pero su vocación militar fue más fuerte y lo llevó, a los 16 años, a incorporarse en el regimiento de Angulema (1785). Durante la Revolución se une a la Guardia Nacional de su ciudad, en el 14 de julio de 1789, y obtiene su presea de capitán. En 1791 se alista en el 1 batallón de voluntarios del Eure y Loira, en donde es promovido a teniente coronel (marzo de 1792).
Cuando comienza la guerra, el 10 de abril, su batallón se une al ejército de las Ardenas. Demuestra su patriotismo disuadiendo a muchos de sus colegas de emigrar siguiendo el ejemplo de La Fayette, cuando La Fayette había desertado de sus funciones y todo el ejército de las Ardenas mostraba escasa disciplina. Marceau reunió a sus oficiales reacios y los animó a seguir en la lucha con una arenga que terminaba con: "La patria antes que nuestros generales: nuestro lugar está en la frontera, ustedes le están dando la espalda al enemigo". Con tristeza asistió a la capitulación de Verdún, y aunque era el oficial más joven, debió negociar con los prusianos, ya que su jefe, Beaurepaire, se suicidó. 

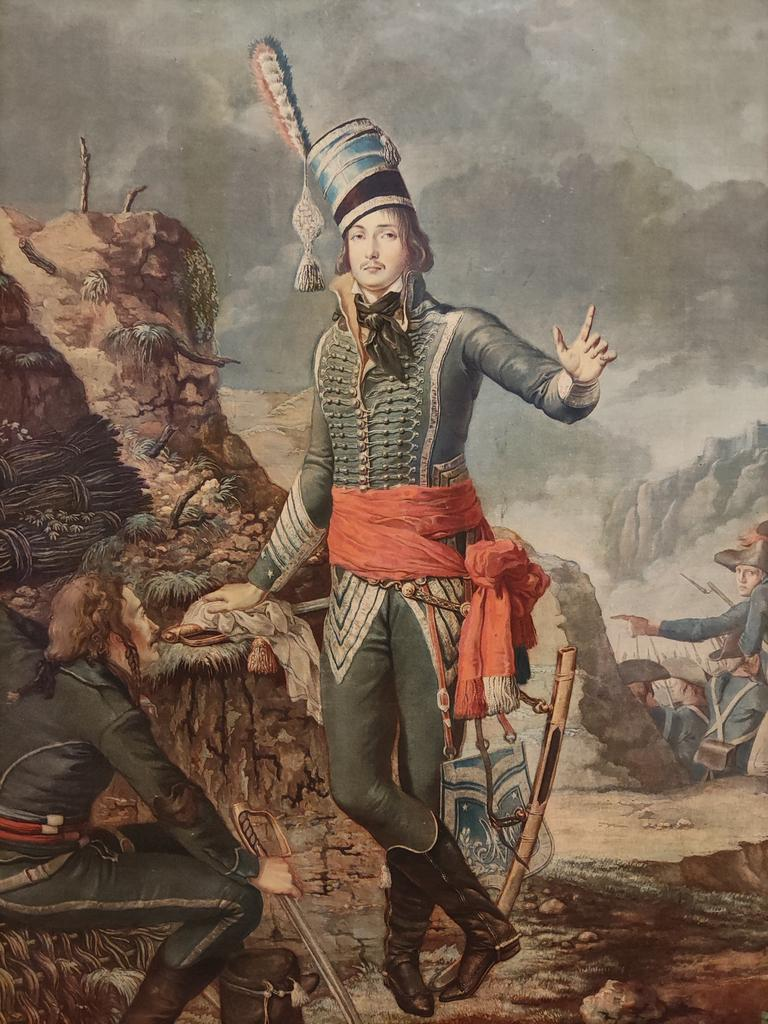
General Marceau en campaña (Museo de la Revolución francesa).

En 1793 pasa al Ejército del Norte con el grado de teniente coronel, pide ser admitido en la Legión Germánica, y como es admitido, se le envía al Ejército del Oeste. Allí es arrestado, junto con su jefe, por orden de Pierre Bourbotte. En la batalla de Saumur, Pierre Bourbotte se halla de pronto rodeado de enemigos, y Marceau, como un simple oficial, acude en su ayuda y lo rescata; a consecuencia de ello, Marceau es liberado. 
El 13 de junio de 1793 la Convención, enterada de este episodio, recomienda Marceau al Ministro de Guerra, quien le concede el grado de general de brigada. Sin embargo los representantes en misión como Bourbotte siguen desconfiando de los generales Kléber y Westermann; y debiendo reunir a los dos ejércitos del oeste, deciden poner a su cabeza transitoriamente a Marceau con el grado de general de división, en tanto esperan que llegue el verdadero comandante, Tureau, con una reputación siniestra y conocido como incompetente. 

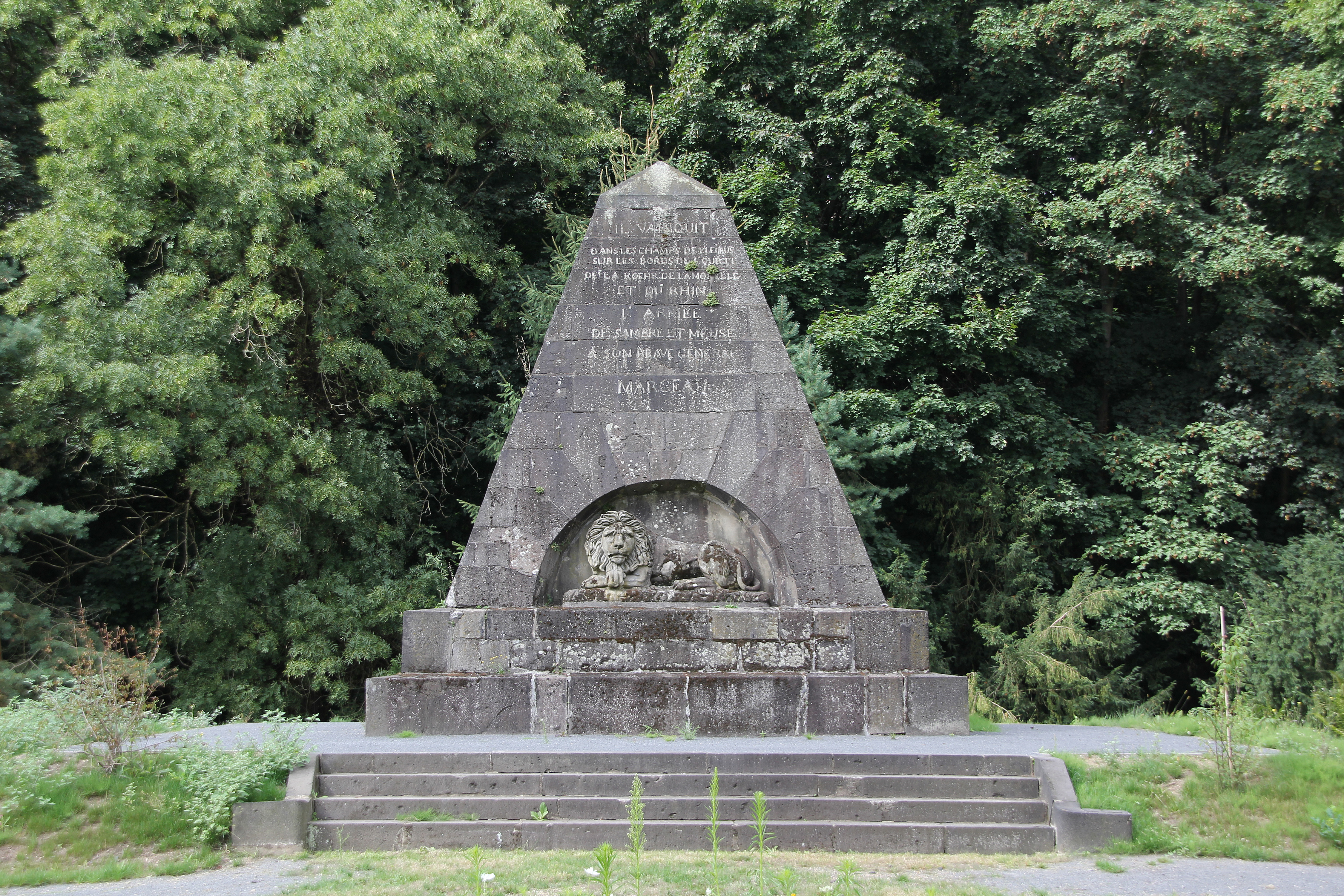
Tumba de Marceau en Coblenza.

El 12 y 13 de diciembre de 1793 vence en la sangrienta Batalla de Le Mans, en la que perecen 10 000 republicanos y 20 000 vendeanos. Es acusado de estar enamorado y defender a una joven realista, Angélique des Mesliers; Bourbotte lo defiende y justifica, lo que no salva a la joven de perecer en la guillotina.
En 1794 es destinado a las Ardenas, y luego al ejército de Sambre y Mosa. Siendo allí general de división y comandando el ala derecha en la Batalla de Fleurus, le matan dos caballos y termina combatiendo a pie con éxito a la cabeza de sus batallones.
En 1796 se ve obligado a levantar el bloqueo de Maguncia, y cubre la retirada. Rechaza al archiduque Carlos de Austria que había derrotado a Jourdan. Debe combatir desesperadamente en Lahn, entre el 16 y el 18 de septiembre de 1796. El 19 de septiembre cae herido en las cercanías de Altenkirchen y prisionero. Pese a los cuidados que le pródiga el archiduque Carlos de Austria, muere dos días más tarde. 
El cuerpo de Marceau fue depositado en el fuerte que hasta 1814 llevó su nombre. Su tumba en Coblenza, consistía en una pirámide truncada, de veinte pies de altura, colocada sobre un sarcófago y que remataba en una urna donde estaba su corazón. En el monumento se puede leer la siguiente inscripción:
Aquí yace Marceau, nacido en Chartres. Soldado a los diez y seis años, general a los veinte y dos, murió combatiendo por su patria el último día del año IV de la república francesa, a los veinte y seis años de edad. Quien quiera que seas, amigo ó enemigo de este joven héroe, respeta sus cenizas

## Novelas relacionadas
El famoso escritor francés Alejandro Dumas padre, escribió una novela sobre los amores del General Marceau con una joven monárquica, hija de un importante opositor de la Revolución. La obra, titulada Blanca de Beaulieu fue publicada en Francia en 1826.